# تپه گرد گونده ژوره
تپه گرد گونده ژوره مربوط به هزاره اول قبل از میلاد - سدهٔ ۸–۶ ه.ق است و در شهرستان ارومیه، بخش صومای برادوست، دهستان برادوست، روستای خرابه واقع شده و این اثر در تاریخ ۲۵ آبان ۱۳۸۷ با شمارهٔ ثبت ۲۳۵۰۴ به‌عنوان یکی از آثار ملی ایران به ثبت رسیده است.